# Filone (geologia)

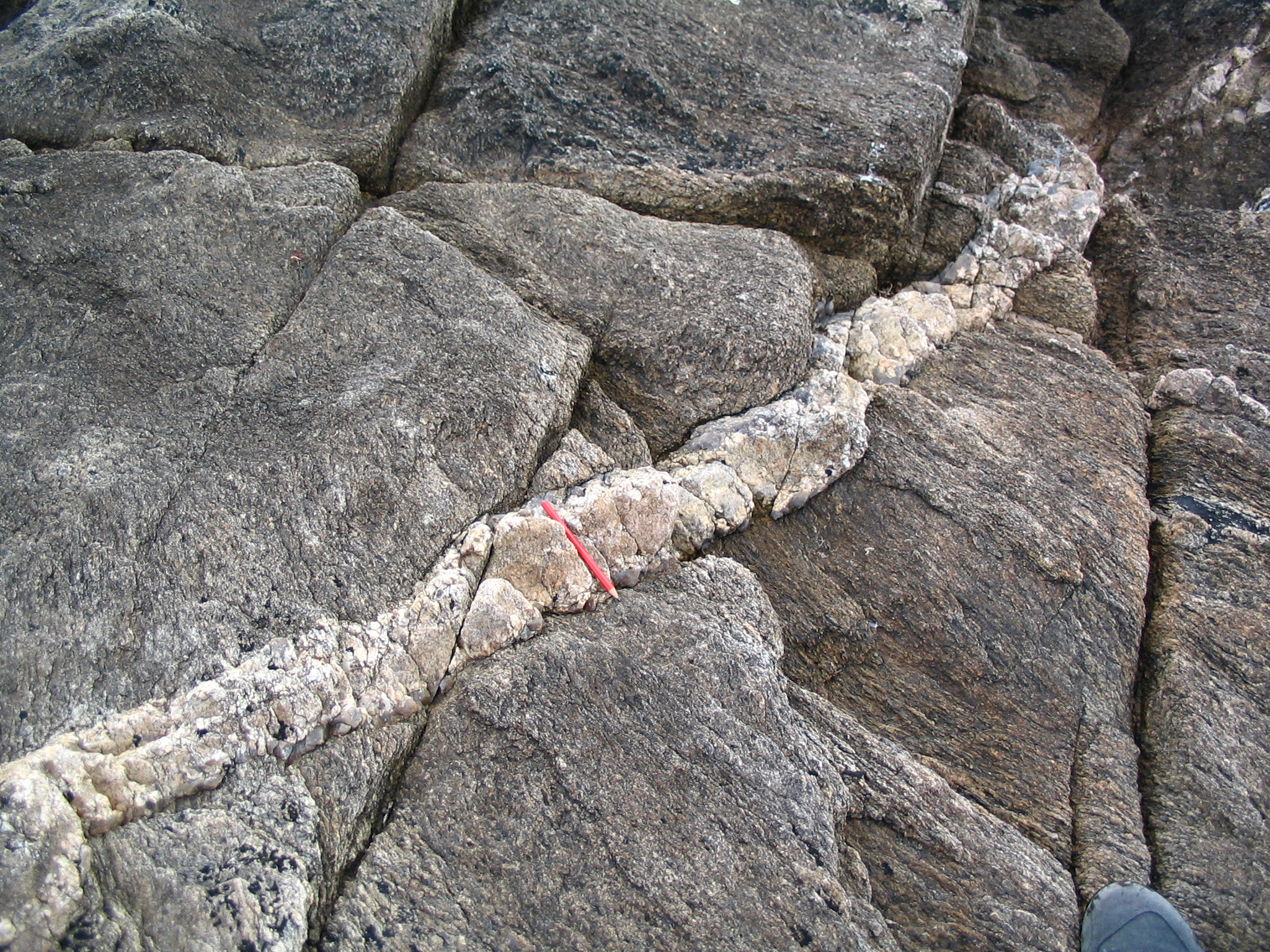
Sables d'Olonne(Vandea): Filone pegmatitico entro gneiss

I filoni o vene sono in geologia corpi rocciosi, costituiti da un'intrusione di origine ignea  ipoabissale (plutoni iniettati o corpi magmatici subvulcanici). Il termine è da ritenersi abbastanza generico, ed è utilizzato principalmente in scienze e applicazioni tecnologiche in campo minerario estrattivo (geologia applicata). In termini non specialistici ed in altre lingue a volte vengono chiamati filoni anche depositi di origine clastica.
I filoni possono essere discordanti con le strutture delle rocce incassanti perché riempiono le fratture che le attraversano, o concordanti quindi intrusi lungo i piani di stratificazione. Hanno forma di piastra o lente molto estesa lungo due dimensioni e poco lungo la terza.
Magmi molto fluidi, come quelli basaltici, possono iniettarsi tra strato e strato, dando origine a filoni concordanti detti filoni-strato, o sill.
I filoni si formano tipicamente attorno ai plutoni e negli edifici vulcanici, dove la spinta del magma in salita solleva e frattura le rocce circostanti.
I filoni discordanti hanno spesso disposizioni radiali e concentriche.

## Tipologie

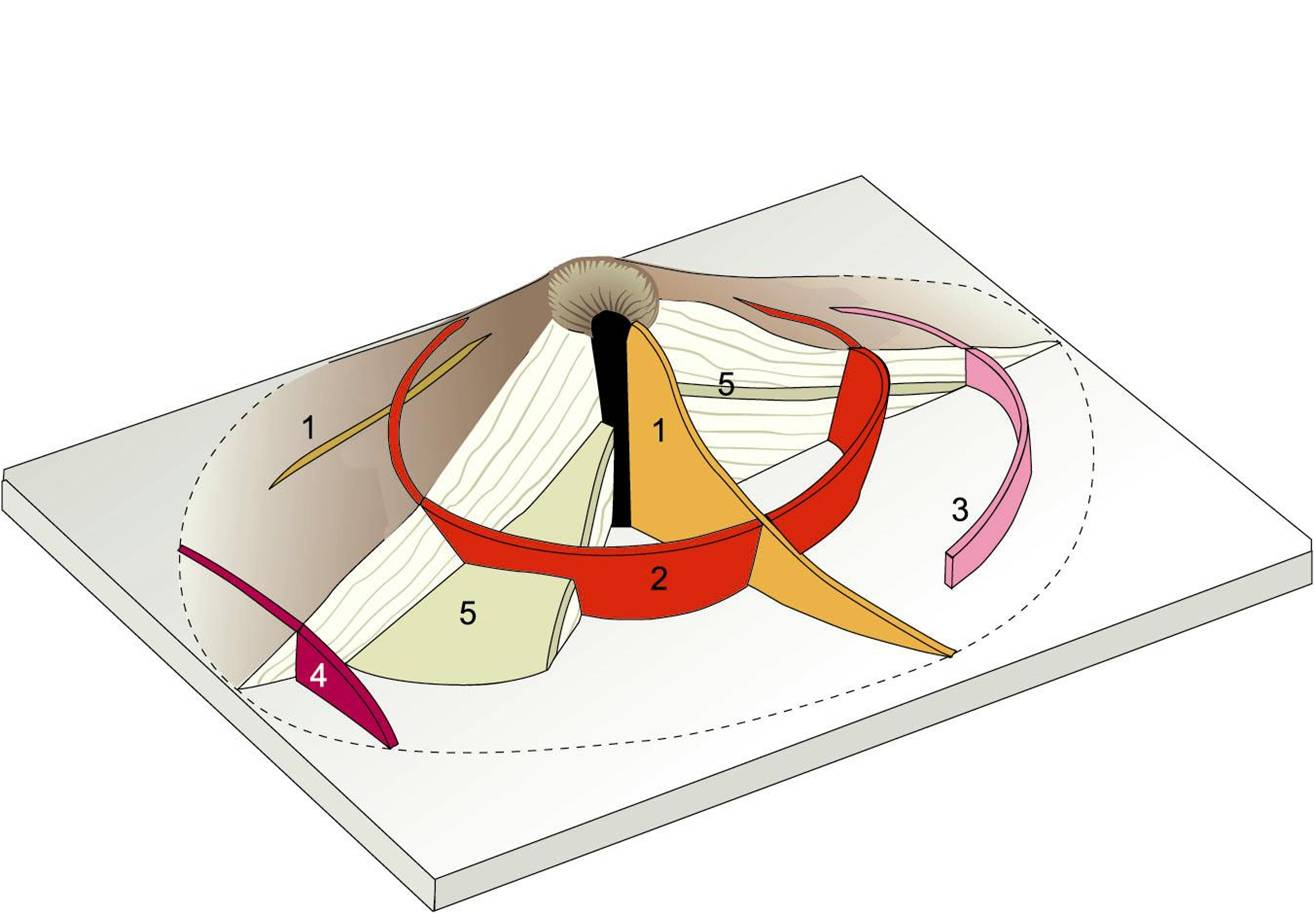
Tipi di filoni in un edificio vulcanico: 1. filone radiale; 2. filone conico; 3. filone anulare; 4. filone periferico; 5. filone-strato o sill

Esistono vari tipi di filoni:
- Filoni radiali
- Filoni circolari o anulari
- Filoni conici
- Filoni-strato, o sill
- Filoni obliqui o periferici